# روح عشق
روح عشق (به انگلیسی: Esprit d'amour) یک فیلم سینمایی عاشقانه هنگ کنگی به کارگردانی رینگو لام با بازی الن تام، شوچون نی همراه است.
داستان فیلم در موضوع یک یک بازپرس بیمه بدشانس که هنگام تحقیق درباره مرگ یک زن جوان شروع به تسخیر روحش می‌شود...

## بازیگران
- الن تام ... کوی چی مینگ (古 志明) - یک محقق بیمه ای که عاشق یک روح زن می‌شود[۲]
- جویس نیو ( 倪淑君 ) ... چانگ سایو یو (張小瑜) - یک دختر که در یک سقوط تصادفی فوت کرد، یک روح تبدیل شد.
- سیسیلیا ییپ ... دوست دختر چی مینگ
- تانگ پیک وان ... مادر چی مینگ
- بیل تونگ ... پدر چی مینگ
- چنگ مانگ-هام ... مادربزرگ میمی
- تی‌ین فنگ ... دکتر هان - کشیش
- بیلی لو ... همکار چی مینگ
- فیلیپ چان ... جان تانگ - رئیس چی مینگ